# 교황 텔레스포로
교황 텔레스포로(라틴어: Telesphorus, 이탈리아어: Telesforo)는 제8대 교황(재위: 125년 - 137년)이다. 그의 재위기간은 로마 황제 하드리아누스와 안토니누스 피우스의 치세와 겹친다. 텔레스포로는 그리스 혈통으로서 오늘날 이탈리아 칼라브리아주 테라노바다시바리에서 태어났다.
《교황 연대표》에 따르면, 텔레스포로는 교황이 되기 전에 은수자였다고 전해진다. 이레네오가 증언한 바에 따르면(《모든 이단에 반대하여》 3권 3.3), 텔레스포로는 ‘영광스러운 순교’를 했다고 한다. 물론 《교황 연대표》에서는 초기 교황 대부분을 순교자로 기록하였지만, 텔레스포로는 그보다 훨씬 이전 시기에 이레네오에 의해 순교자의 칭호를 받은 첫 번째 교황이다. 사후 기독교의 성인으로 시성되었으며, 축일은 1월 5일이다.
에우세비오(교회사 iv.7; iv.14)는 로마 황제 하드리아누스(128-129) 재위 12년에 텔레스포로 교황이 교황으로 즉위하였으며, 안토니누스 피우스(138-139) 재위 1년에 선종하였다고 증언하였다.
텔레스포로는 예수 성탄 대축일 전야 미사를 제정하고, 예수 부활 대축일 날짜를 주일(일요일)로 제정하였으며, 예수 부활 대축일 전 7주간을 사순 시기로 지정하였고, 미사 중에 대영광송을 노래로 부를 것을 지시하였다고 전해진다.
2세기 말엽 예수 부활 대축일에 관한 논쟁이 있었던 때에 이레네오가 교황 빅토르 1세에게 보낸 서신을 보면, 교황 텔레스포로는 유대인의 과월절 절기에 따라 평일이 아니라 주일에 예수 부활 대축일 미사를 봉헌하였다고 증언하였다. 하지만 빅토르 1세와는 달리 텔레스포로는 이러한 전통을 따르지 않는 기독교 공동체와도 교류하며 지냈다.
가르멜회에서는 성 텔레스포로 교황을 수도회의 수호성인으로 공경하고 있는데, 그 이유는 성 텔레스포로가 교황으로 선출되기 전에 가르멜 산에서 은수 생활을 했었다는 일부 문헌의 기록 때문이다.
캐나다 퀘백 주 남서부 지방에 있는 마을 생텔레스포르는 바로 성 텔레스포로 교황의 이름에서 유래한 것이다.

## 같이 보기
- 교황 목록